# مها الشريعان
مها الشريعان من الكويت، هي رياضية بارالمبية لعبت كمشاركة في مسابقات رمي الجلة والقرص من فئة F33.
شاركت مها في مسابقة أثينا 2004 ضمن رياضة البارالمبية الصيفية 2000 و2004 و2008 في دفع الجلة والقرص. كانت نجاحها الوحيد في الحصول على الميدالية في عام 2004 عندما فازت بالميدالية البرونزية في كل من دفع رياضة الجلة والقرص.
الأنجازات
- بطولة العاب القوى الانكليزية في برمنغهام في شهر[5]يوليو 1999
- بطولة الفلاندرز البلجيكية في بلجيكا سنة 2000[5]
- بطولة افريقيا والشرق الاوسط في القاهرة سنة 2002[5]
- بطولة كأس الاتحاد لالعاب القوى في الكويت سنة 2002[5]
- بطولة العالم لالعاب القوى في نيوزلندا سنة 2003[5]
- البطولة الرياضية المفتوحة في انكلترا سنة 2005[5]